# Ficus christianii
Ficus christianii là một loài thực vật có hoa trong họ Moraceae. Loài này được Carauta mô tả khoa học đầu tiên năm 1994.